# Haliplus laminatus
Haliplus (Liaphlus) laminatus – gatunek wodnych chrząszczy z rodziny flisakowatych.

## Taksonomia
Gatunek został opisany w 1783 roku przez Johanna Gottlieba Schallera jako Dytiscus laminatus.

## Opis
Ciało długości od 2,5 do 3 mm, ubarwione czerwonozółtawo do jasnożółtawobrunatnego z czarnymi liniami na pokrywach tworzącymi co najwyżej niewyraźne skupienia. Segmenty czułków bardziej wydłużone niż u innych przedstawicieli podrodzaju. Punkty przy podstawie przedplecza nieregularnie rozsiane i nie większe niż pozostałe. Kąt między jego bokami a bokami pokryw prawie prosty. Podstawa pokryw szersza od przedplecza i o punktach w rzędach od 3 do 5 silnie powiększonych.

## Biologia i ekologia
Gatunek zamieszkuje różne typy zbiorników wodnych, jak rzeki, starorzecza, rozlewiska, bajorka i głębsze kałuże. Unika wód słonawych.

## Rozprzestrzenienie
Gatunek palearktyczny. W Europie wykazany został z Albanii, Austrii, Białorusi, Belgii, Bośni i Hercegowiny, Bułgarii, Chorwacji, Czech, Danii, Hiszpanii, Holandii, byłej Jugosławii, Luksemburgu, Macedonii Północnej, Niemiec, Polski, Rumunii, Rosji, Słowacji, Słowenii, Szwecji, Szwajcarii, Ukrainy, Węgier, Wielkiej Brytanii i Włoch. Niepewne dane pochodzą z Irlandii. Ponadto znany z Bliskiego Wschodu, w tym Iraku i Turcji.